# John Curry
John Anthony Curry (Birmingham, 9 september 1949 – Binton, 15 april 1994) was een Brits kunstschaatser. Hij nam deel aan twee Olympische Winterspelen: Sapporo 1972 en Innsbruck 1976. Curry werd in 1976 zowel olympisch als wereld- en Europees kampioen. Hij stond bekend om het gebruiken van ballet- en danstechnieken in zijn kür.

## Biografie
Als kind wilde John Curry een danser worden, maar zijn ouders stonden dat niet toe. Toen hij als zesjarige de ijsshow Aladdin (met kunstschaatsster Jacqueline du Bief in de hoofdrol) op televisie zag, vroeg hij of hij dan op kunstschaatsen mocht. Tot zijn verbazing vond zijn moeder dat wel goed. In Birmingham werd Curry gecoacht door Ken Vickers, vanaf 1965 trainde hij in Londen met kunstschaatscoach Arnold Gerschwiler. Gerschwiler begeleidde hem naar zijn eerste Britse titel in 1971.
De veelbelovende resultaten op EK's, WK's en de Olympische Winterspelen in Sapporo leidden in 1972 tot een sponsordeal met de Amerikaanse miljonair Ed Moseler. Dankzij hem hadden Curry en zijn familie geen financiële zorgen meer en kon de Engelsman in Denver (Verenigde Staten) trainen met de befaamde kunstschaatscoaches Gustave Lussi en Carlo Fassi. Deze trainingen betaalden zich uit, want hij won in de jaren 1974-1975 drie medailles op de WK (brons in 1975) en EK (brons in 1974 en zilver in 1975). Zijn succesjaar was 1976 toen Curry zowel Europees kampioen, als wereldkampioen en olympisch kampioen werd.
Na zijn sportieve carrière schaatste hij onder meer met zijn eigen ijsdansshows. In 1976 werd Curry onderscheiden als Officier in de Orde van het Britse Rijk. Hij was een van de eerste openlijk homoseksuele kunstschaatsers en stierf in 1994 aan aids.

## Belangrijke resultaten
| Kampioenschap           | 69/70  | 70/71 | 71/72 | 72/73 | 73/74 | 74/75  | 75/76 |
| ----------------------- | ------ | ----- | ----- | ----- | ----- | ------ | ----- |
| Olympische Spelen       |        |       | 10e   |       |       |        | Goud  |
| Wereldkampioenschap     |        | 14e   | 9e    | 4e    | 7e    | Brons  | Goud  |
| Europees kampioenschap  | 12e    | 7e    | 5e    | 4e    | Brons | Zilver | Goud  |
| Nationaal kampioenschap | Zilver | Goud  |       | Goud  | Goud  | Goud   | Goud  |

1908: Ulrich Salchow ·
1920: Gillis Grafström ·
1924: Gillis Grafström ·
1928: Gillis Grafström ·
1932: Karl Schäfer ·
1936: Karl Schäfer ·
1948: Richard Button ·
1952: Richard Button ·
1956: Hayes Alan Jenkins ·
1960: David Jenkins ·
1964: Manfred Schnelldorfer ·
1968: Wolfgang Schwarz ·
1972: Ondrej Nepela ·
1976: John Curry ·
1980: Robin Cousins ·
1984: Scott Hamilton ·
1988: Brian Boitano ·
1992: Viktor Petrenko ·
1994: Aleksej Oermanov ·
1998: Ilja Koelik ·
2002: Aleksej Jagoedin ·
2006: Jevgeni Pljoesjtsjenko ·
2010: Evan Lysacek ·
2014: Yuzuru Hanyu ·
2018: Yuzuru Hanyu ·
2022: Nathan Chen
- Gemeinsame Normdatei: 118670719
- International Standard Name Identifier: 0000 0000 2139 8047
- Library of Congress Control Number: n77019135
- Nationale Bibliotheek van Israël: 987007416861505171
- SNAC: w6gq7qcp
- Virtual International Authority File: 47555892
- WorldCat: E39PCjwpwkqWv6YBQXYWvmfHyb